# ساوت ویندام (کنتیکت)
ساوت ویندام (به انگلیسی: South Windham) یک روستا در ایالات متحده آمریکا است که در کنتیکت واقع شده‌است.